# Austrolejeunea occidentalis
Austrolejeunea occidentalis là một loài Rêu trong họ Lejeuneaceae. Loài này được Pocs mô tả khoa học đầu tiên năm 2006.